# Chapelle de la Visitation (Paray-le-Monial)
La chapelle de la Visitation de Paray-le-Monial est un édifice religieux rattaché du monastère de la Visitation, qui a été construit vers 1633 et restauré à la fin du XIXe siècle.

## Historique et description

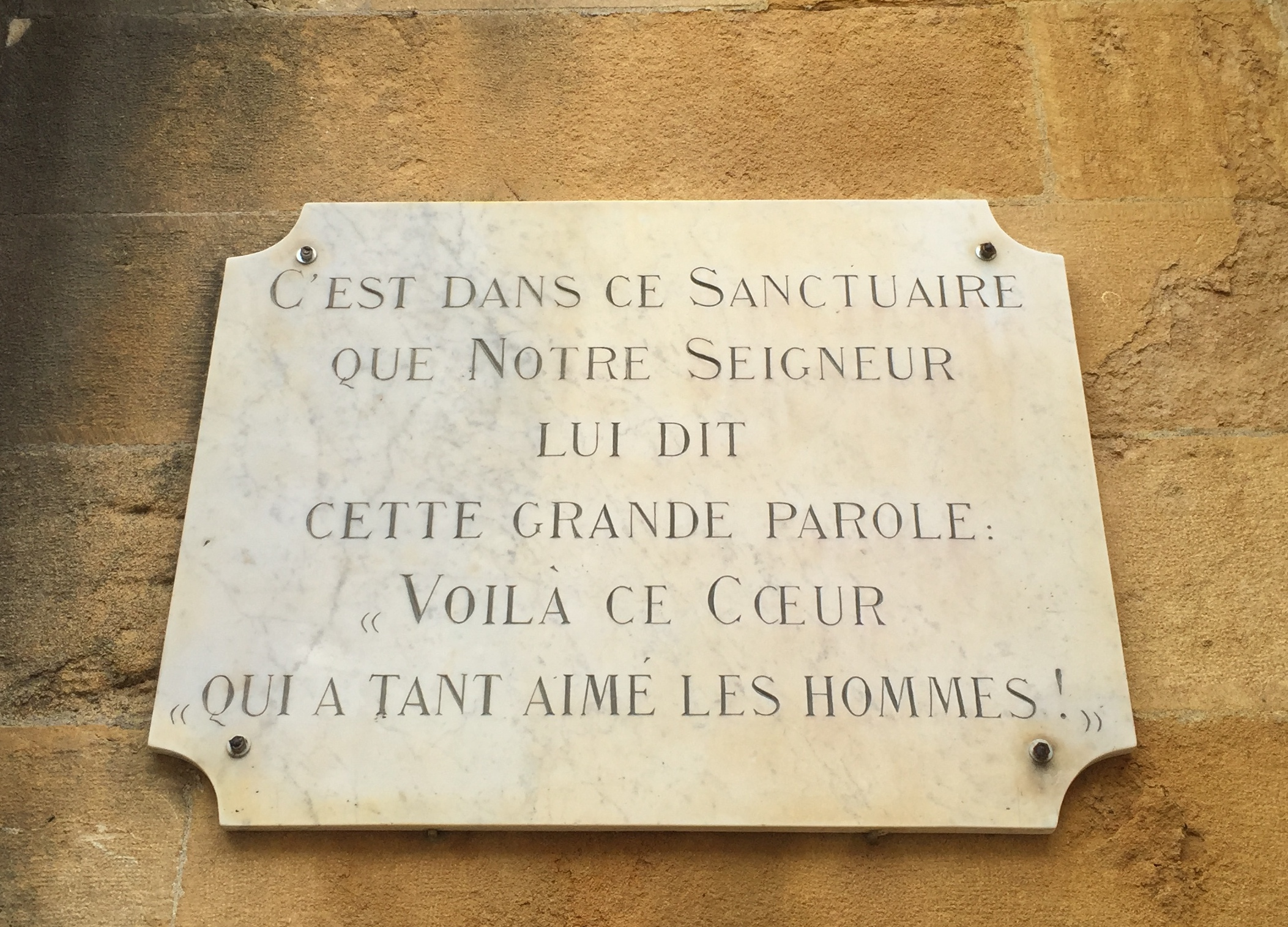
Référence historique de l'apparition de Jésus à la Chapelle de la Visitation

Dans cette chapelle, Jésus est apparu à sainte Marguerite-Marie Alacoque pour lui montrer son Cœur « brûlant d’amour » pour les hommes. La majorité des apparitions du Christ à sainte Marguerite-Marie a eu lieu dans cette chapelle entre 1673 et 1675. 
La fresque réalisée de 1966 à 1973 représente la deuxième apparition de Jésus au cours de laquelle Jésus montre les plaies de sa Passion.  Sur la fresque différents saints sont représentés, tous ayant été des apôtres du Cœur de Jésus. On y reconnaît : l’apôtre Jean, François d’Assise, Charles de Foucauld, Claude la Colombière, Jean Eudes, la Vierge Marie, Paul de Tarse, François de Sales, le Père Matéo, Jeanne de Chantal et Marguerite-Marie Alacoque.
Une chapelle à la droite du chœur, abrite les reliques de Marguerite-Marie Alacoque, qui fut canonisée en 1920 par le pape Benoît XV.

## La Porte de la Miséricorde de la Chapelle de la Visitation

Le Jubilé de la Miséricorde a comme conséquence l'ouverture de la Porte de la Miséricorde à la Chapelle de la Visitation

Comme plusieurs autres sites religieux à travers le monde, la Chapelle de la Visitation possède une Porte de la Miséricorde, une porte qui, en marge des Portes Saintes ouvertes les années jubilaires (tous les 25 ans) ou selon les exceptions fixées par le pape lors du déroulement des Années Saintes ou Jubilés, a été établie à la Chapelle de la Visitation à la suite du désir du pape François de voir l'actuel Jubilé de la Miséricorde être célébré partout dans le monde. En somme, cette Porte comme toutes les autres Portes de la Miséricorde, seconde les Portes Saintes quant à leurs rôles dans le présent Jubilé de la Miséricorde proclamé par le Pape François qui s'étend du 8 décembre 2015 au 20 novembre 2016,.